# Proxiphotographie
La proxiphotographie ou « photographie de près » est l'ensemble des techniques photographiques permettant de photographier des sujets de petite taille sans atteindre la macrophotographie. On parle souvent dans ce cas d'un gros plan. Une définition plus précise limite la proxiphotographie aux grandissements transversaux compris entre 1:10 et 1:1.

## Technique
La proxiphotographie peut généralement être atteinte par des moyens plus légers que la macrophotographie, en particulier avec les zooms dit « macro ».

## Exemples
En général, il est impossible d'atteindre cette taille avec les zooms dits « macro » ou avec la position « macro » de la plupart des appareils photo numériques compact et bridge dont les capteurs sont minuscules. Le plus souvent, les clichés obtenus avec ces appareils relèvent de la proxiphotographie (ou « photographie de près ») :

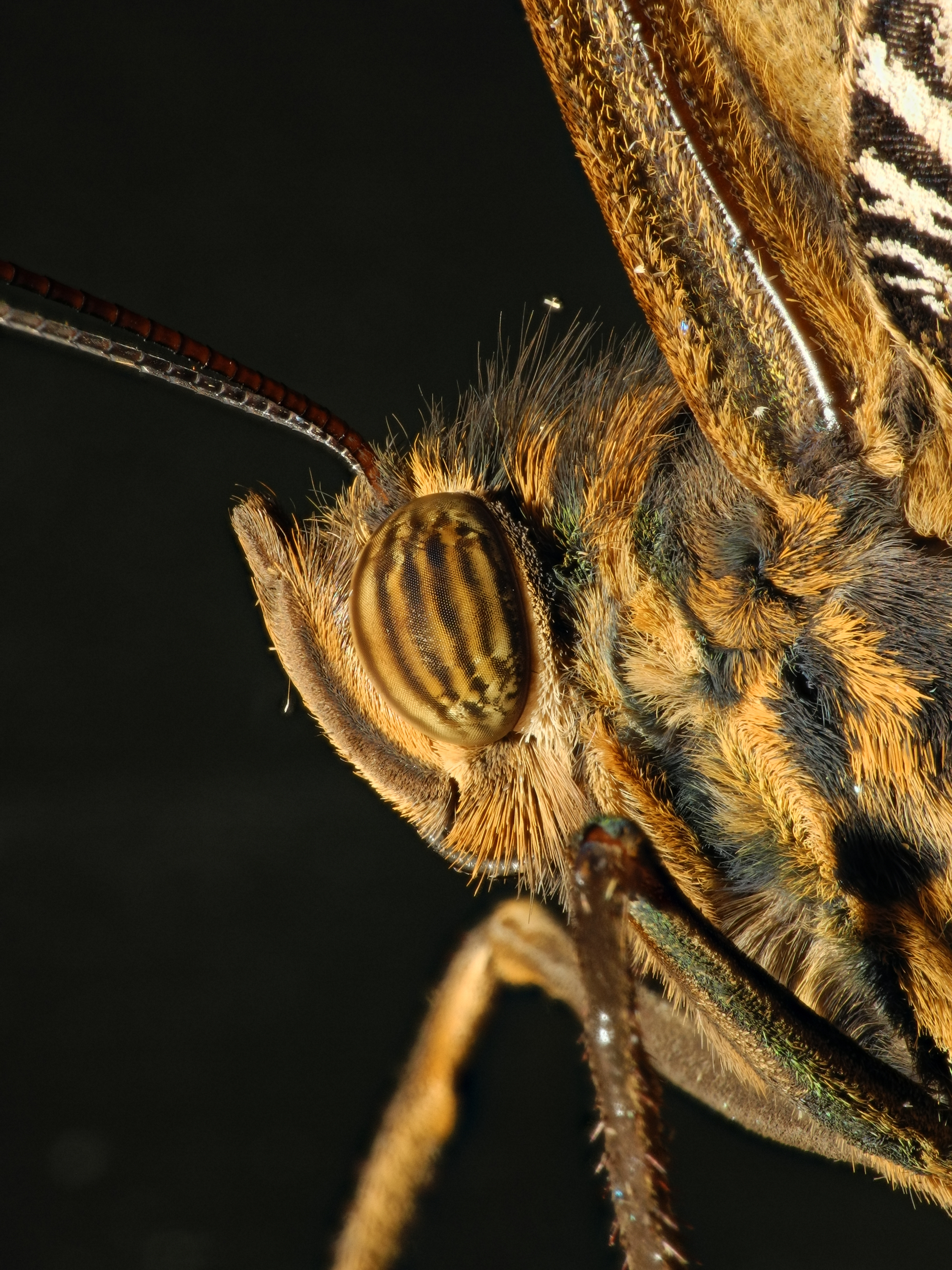
Tête de papillon (focus stacking)
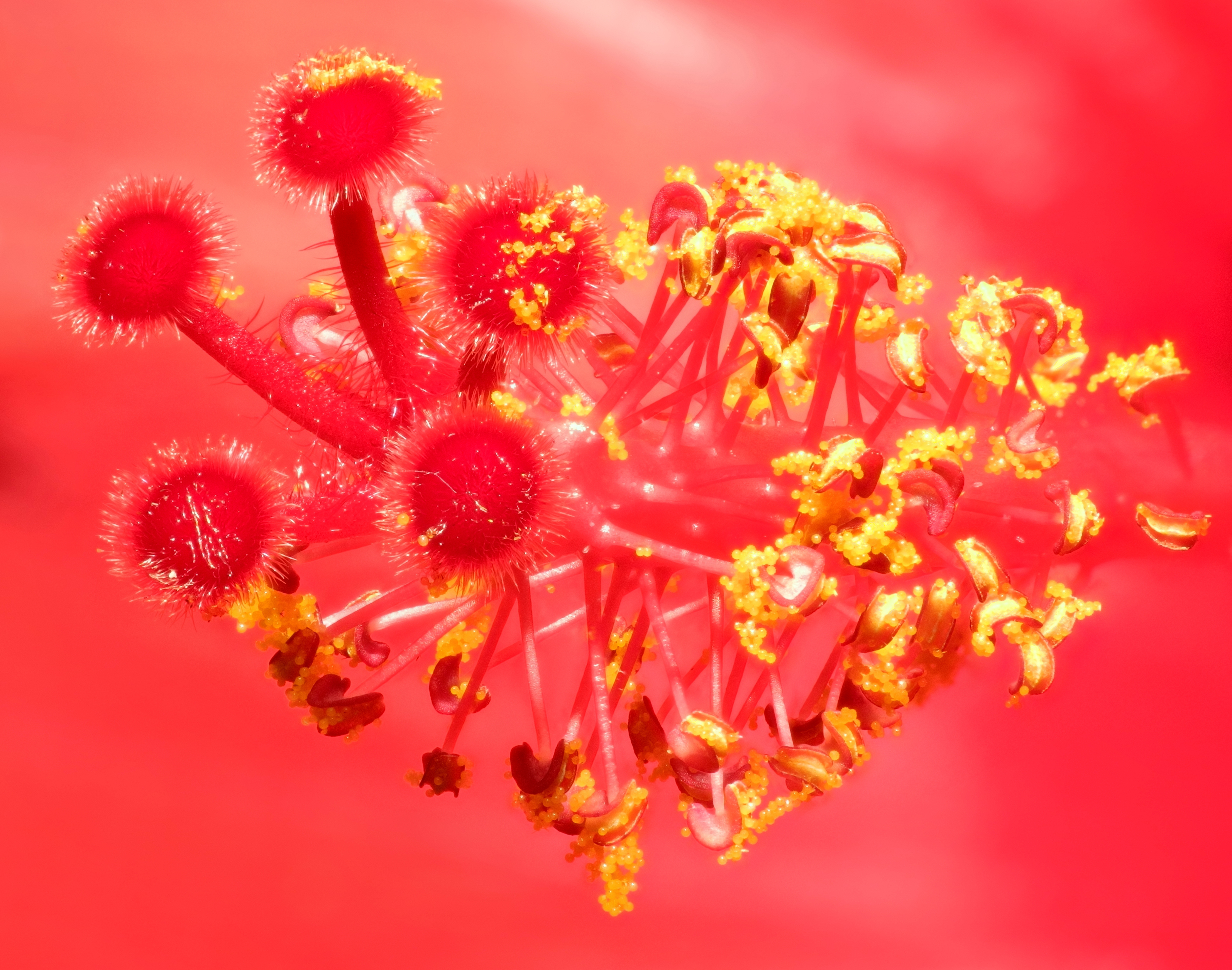
Fleur d'hibiscus (focus stacking)
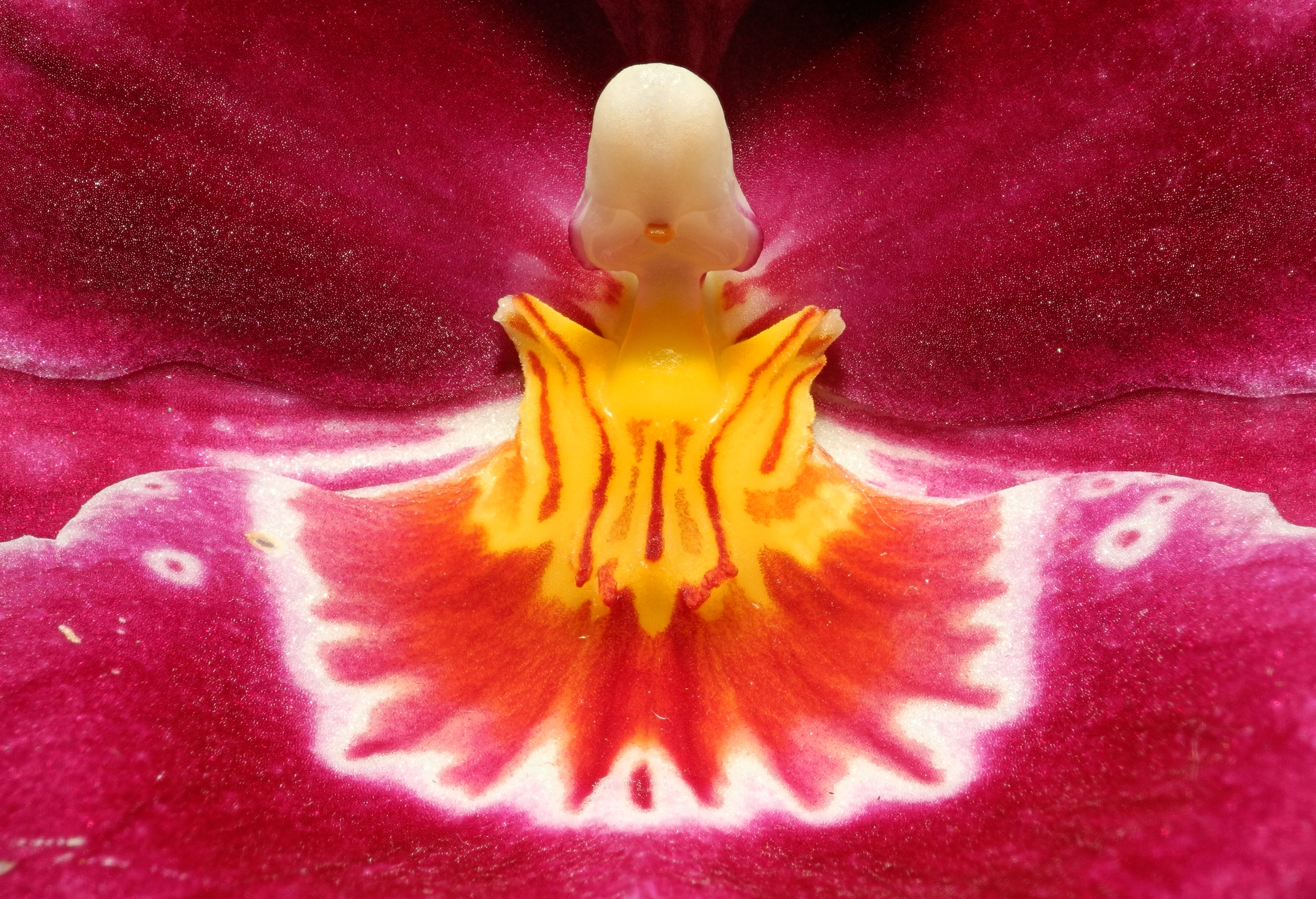
Intérieur d'une fleur d'orchidée (focus stacking)
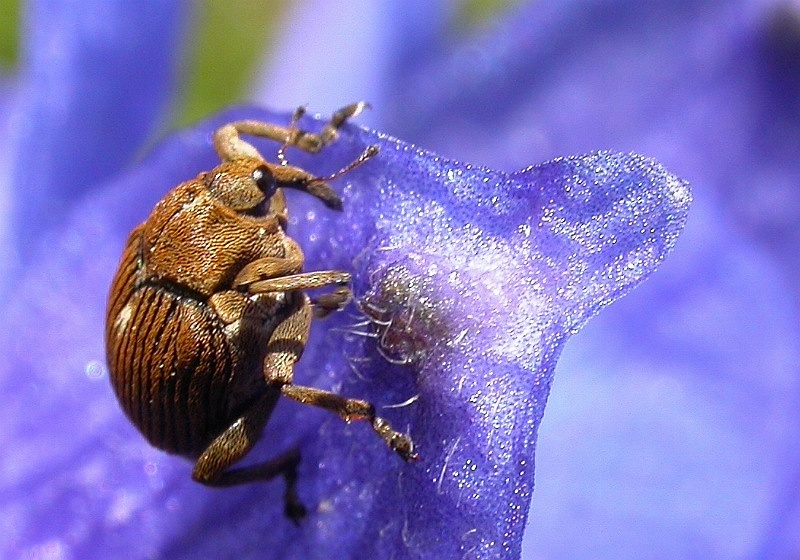
Un charançon : Mononychus punctum album
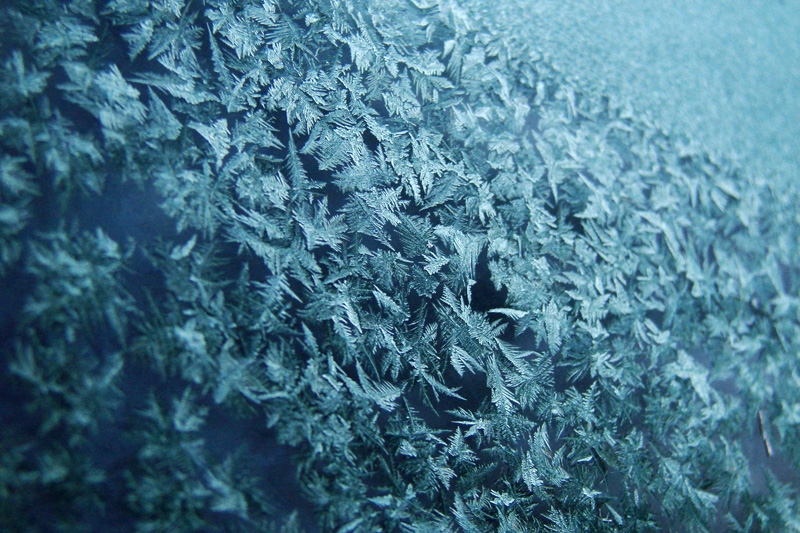
Macrophotographie de givre à 1 cm
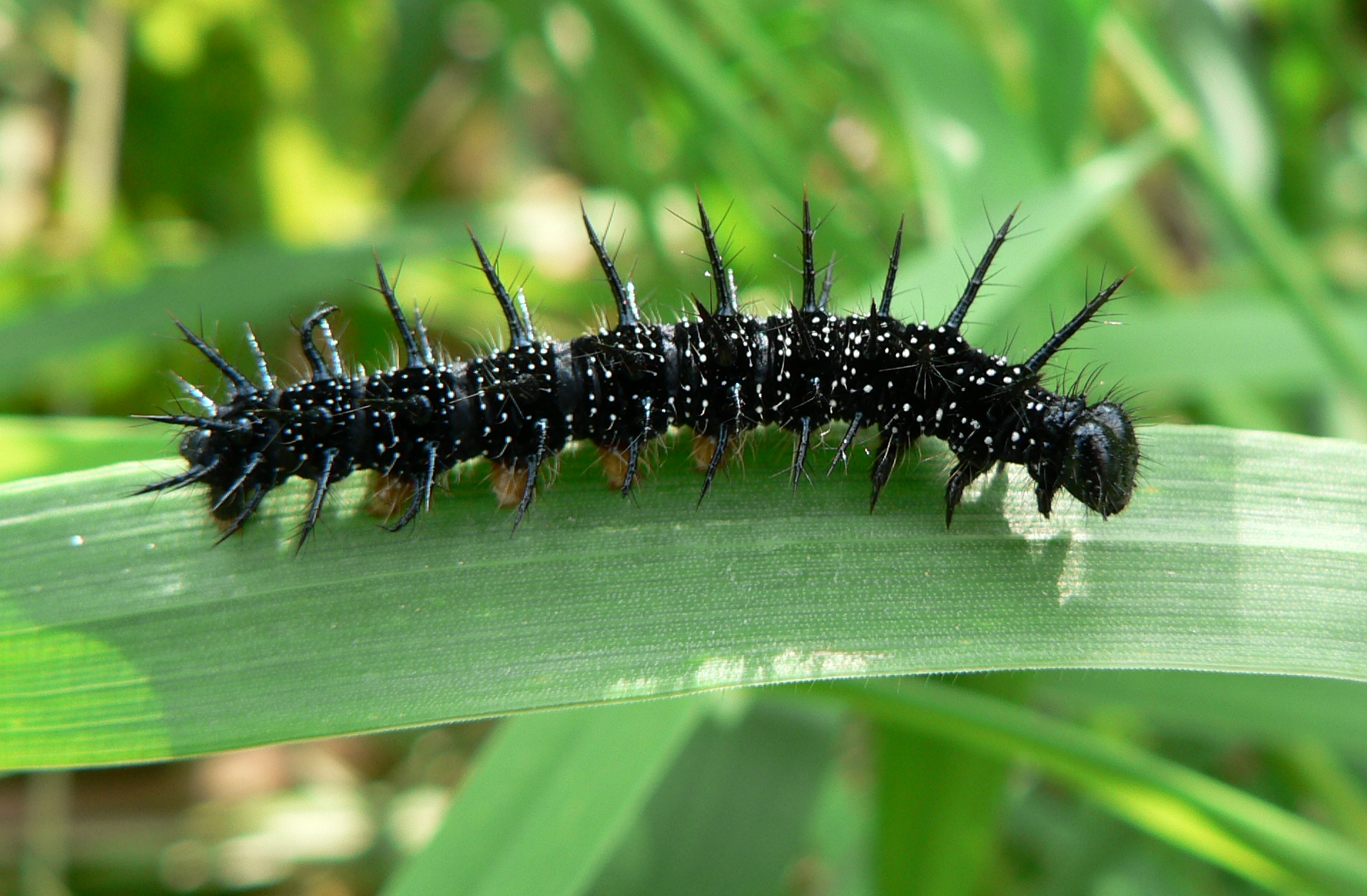
Chenille de paon du jour
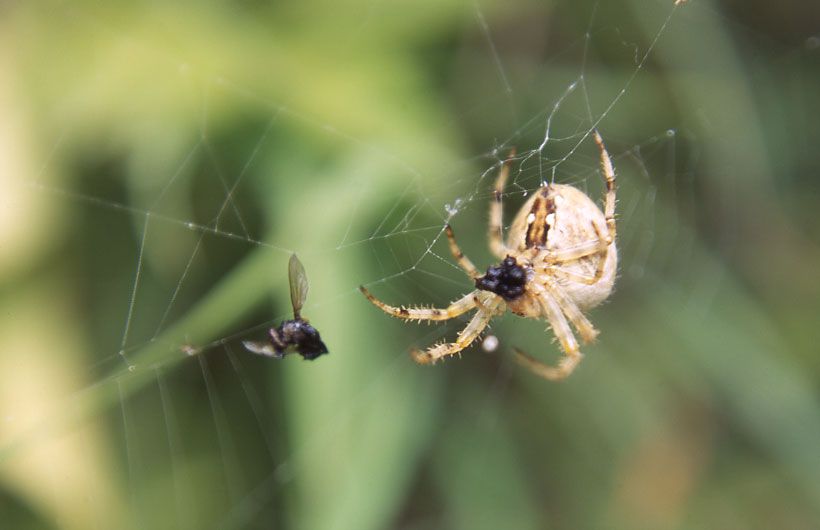
Araignée (Épeire diadème)
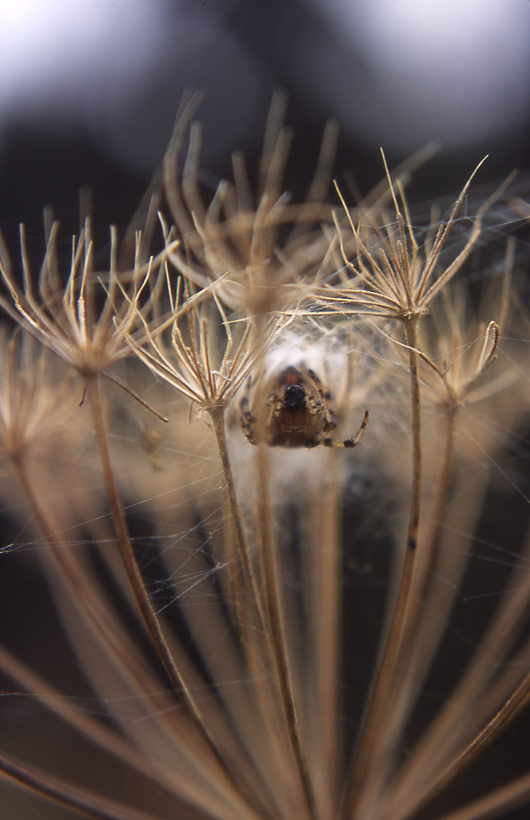
Araignée (Épeire diadème)
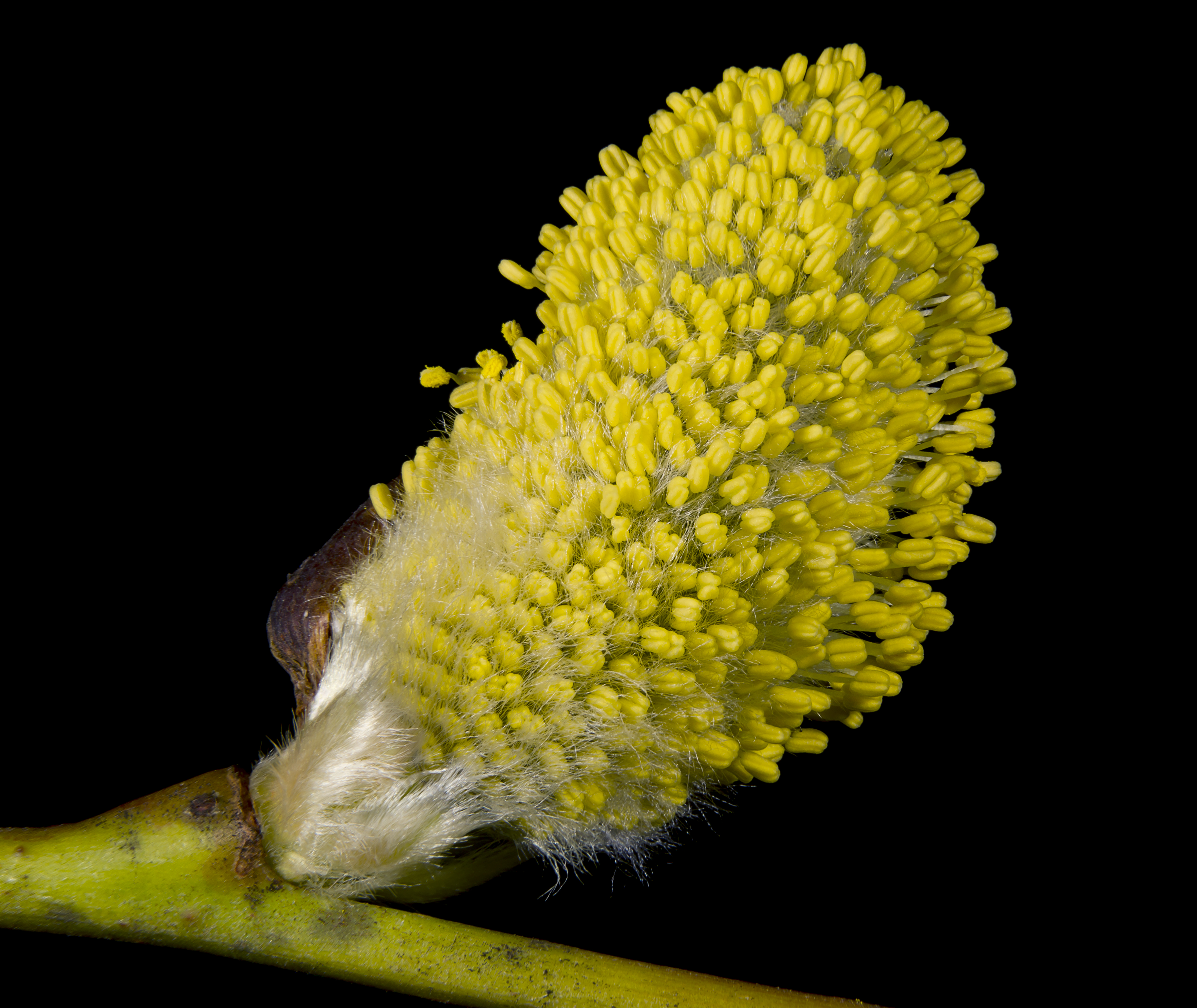
Chatons de saule
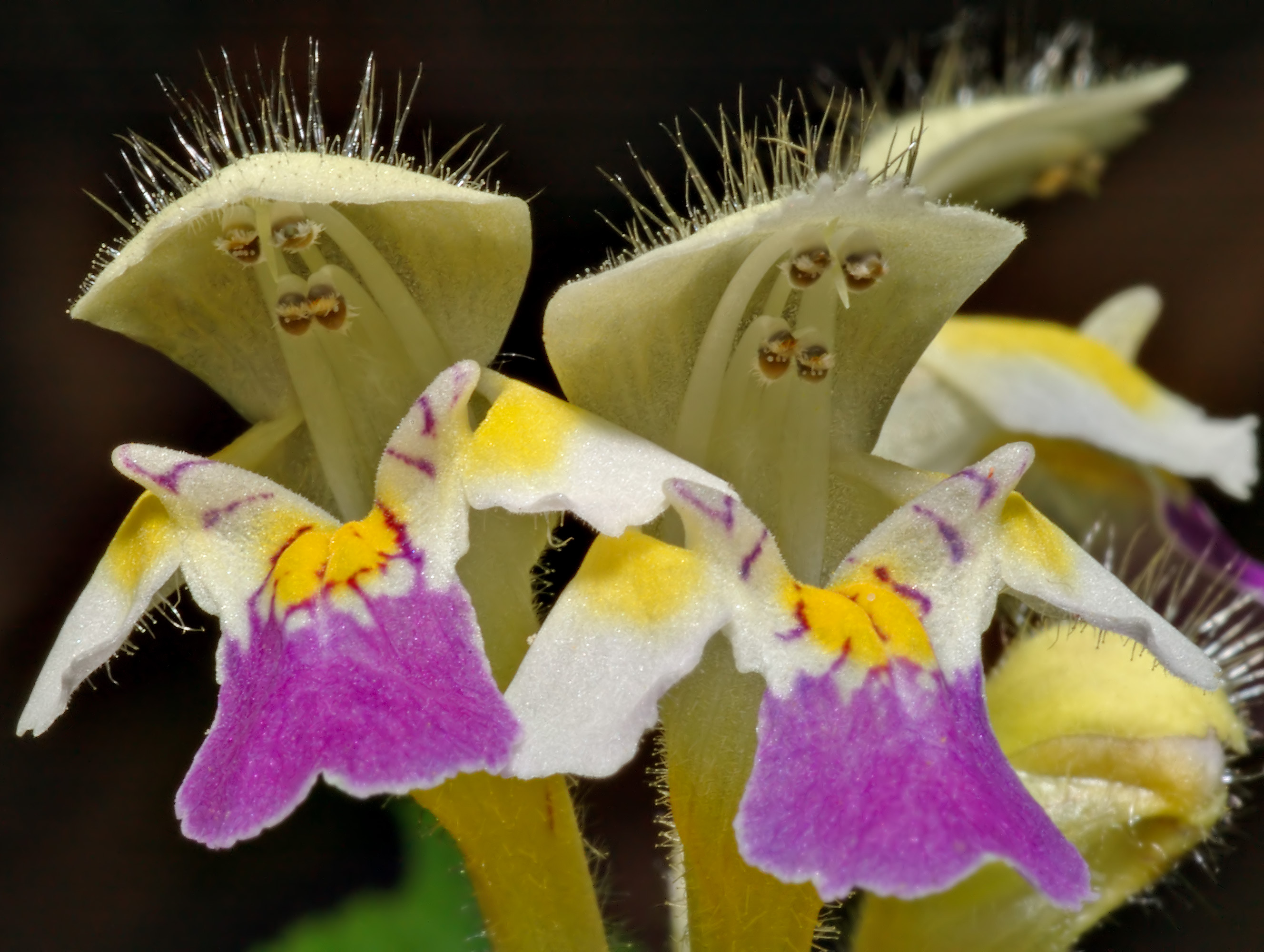
Une fleur de la famille des lamiacées : Galeopsis speciosa
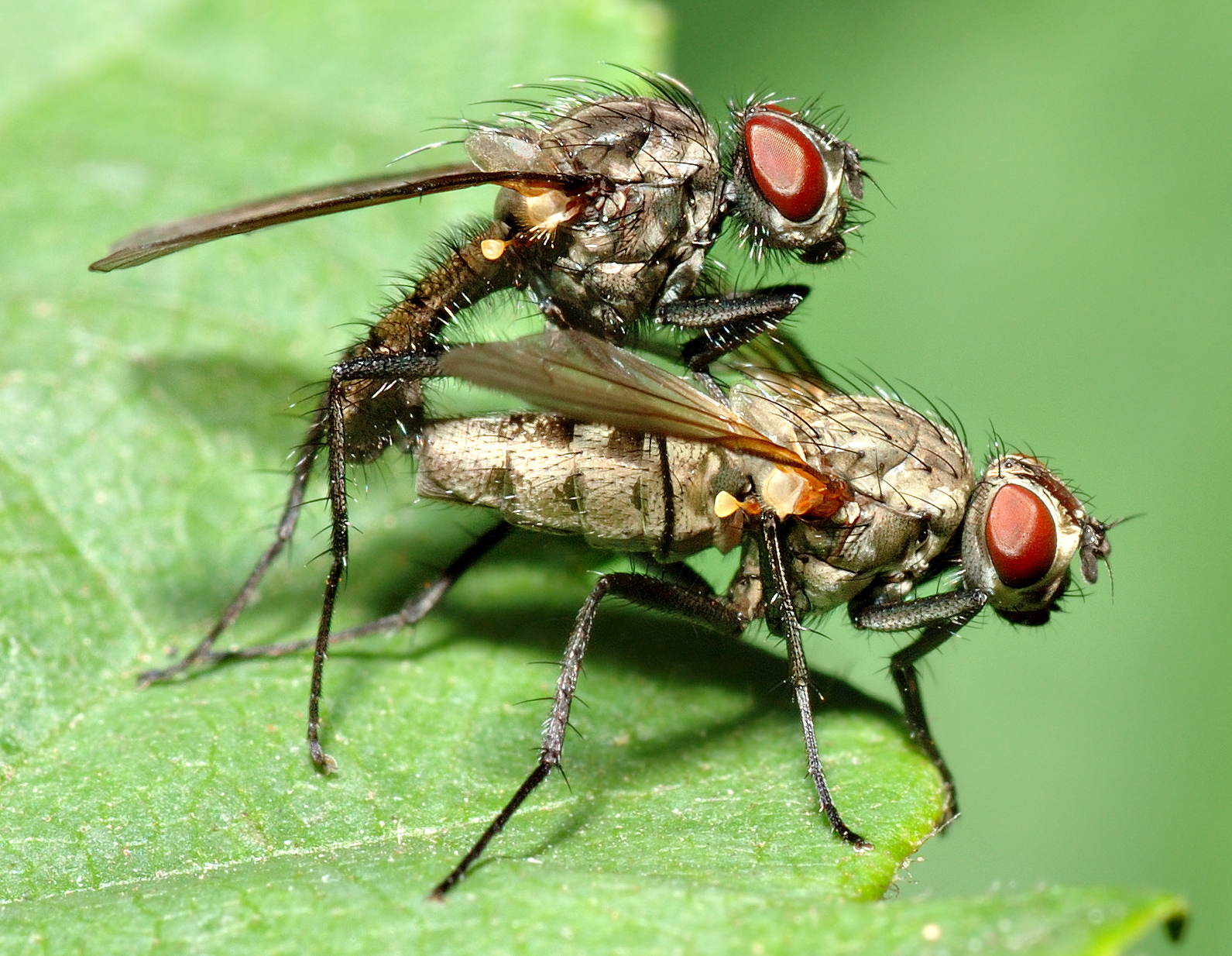
Mouche de la famille des Anthomyiidae lors de la copulation
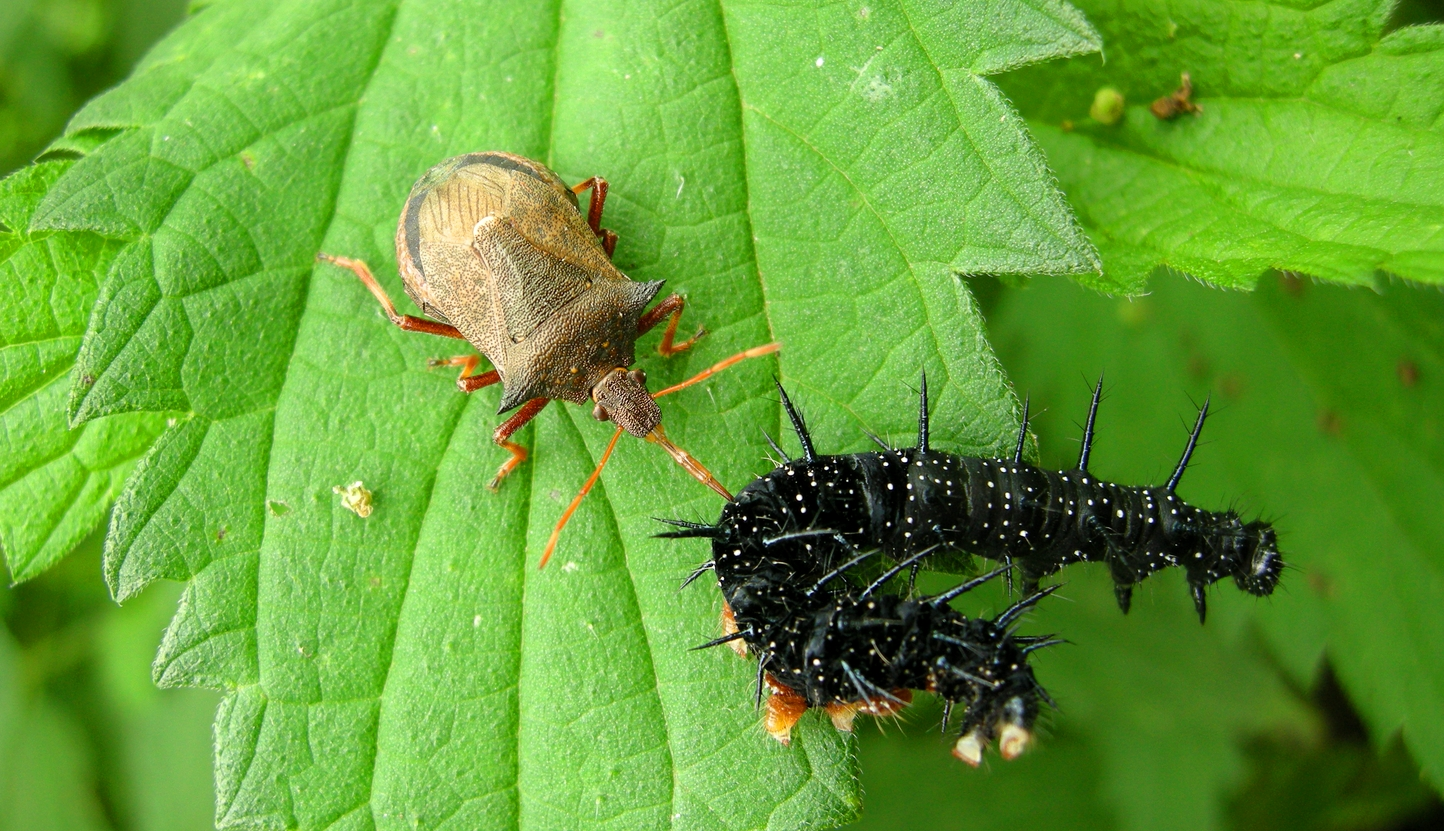
Punaise mangeant une chenille sur des orties
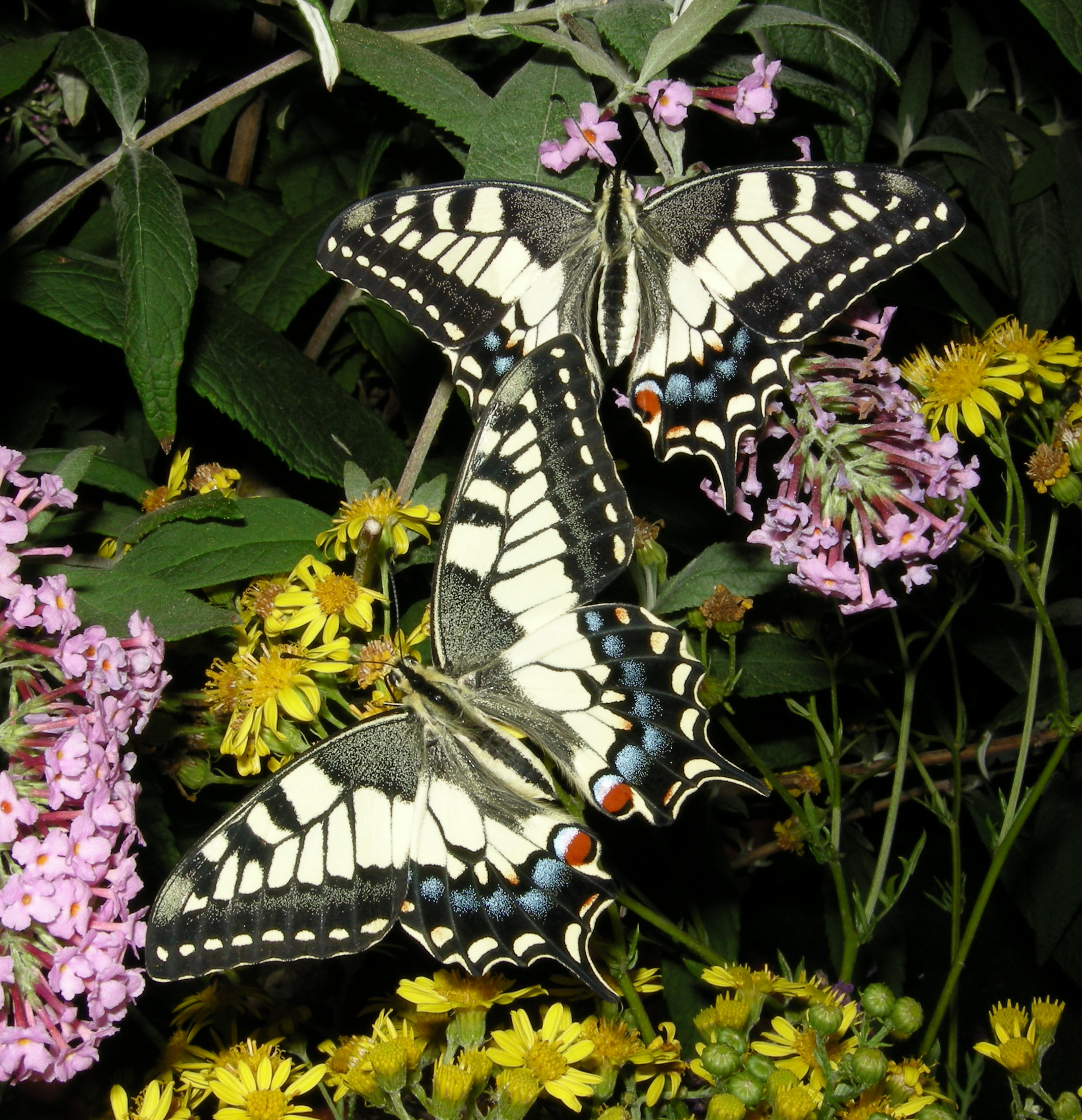
Machaons
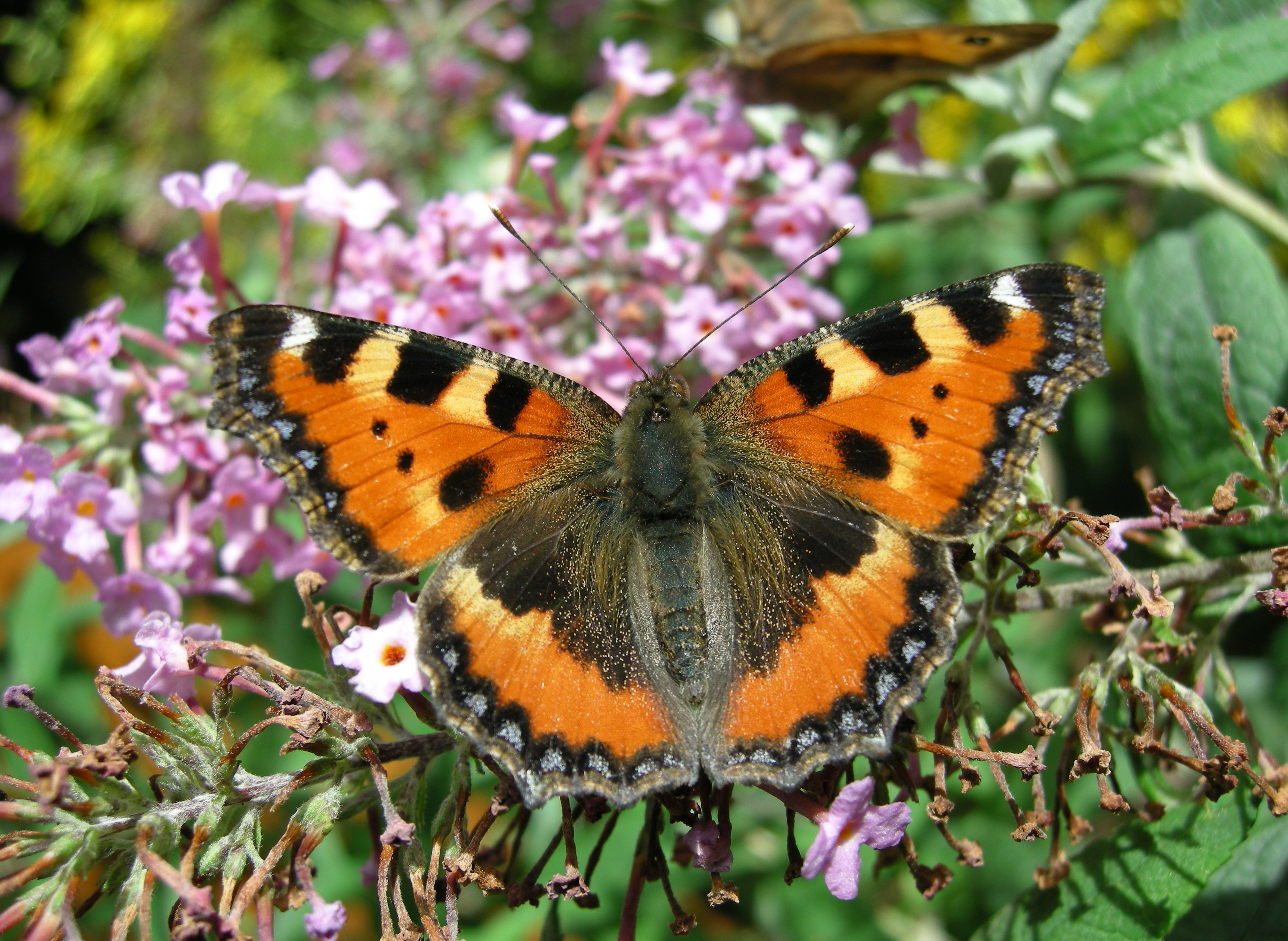
Petite tortue sur des fleurs de buddleia
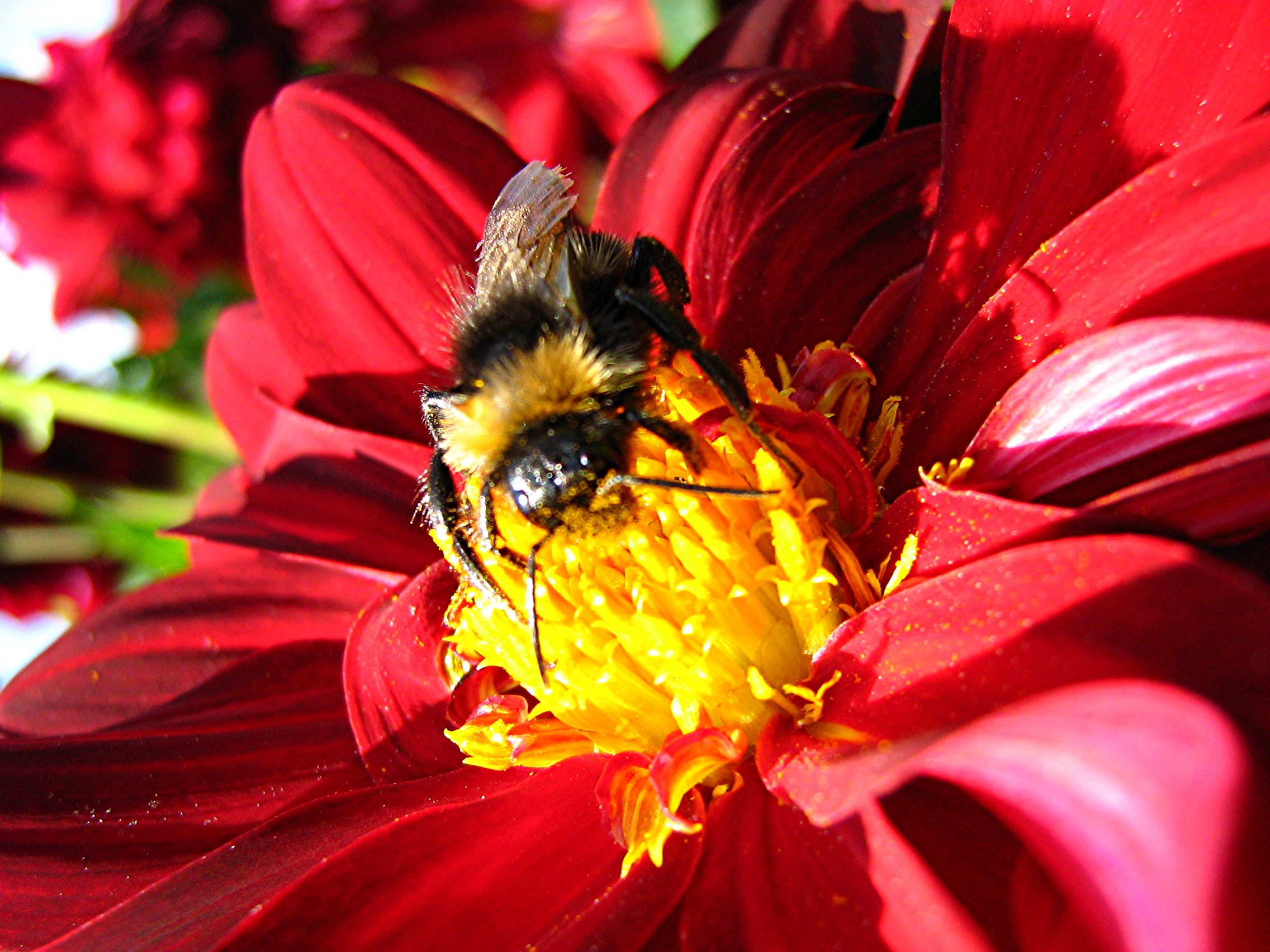
Proxi-photographie d'un bourdon dans une fleur rouge. Prise avec un Canon Powershot A430.
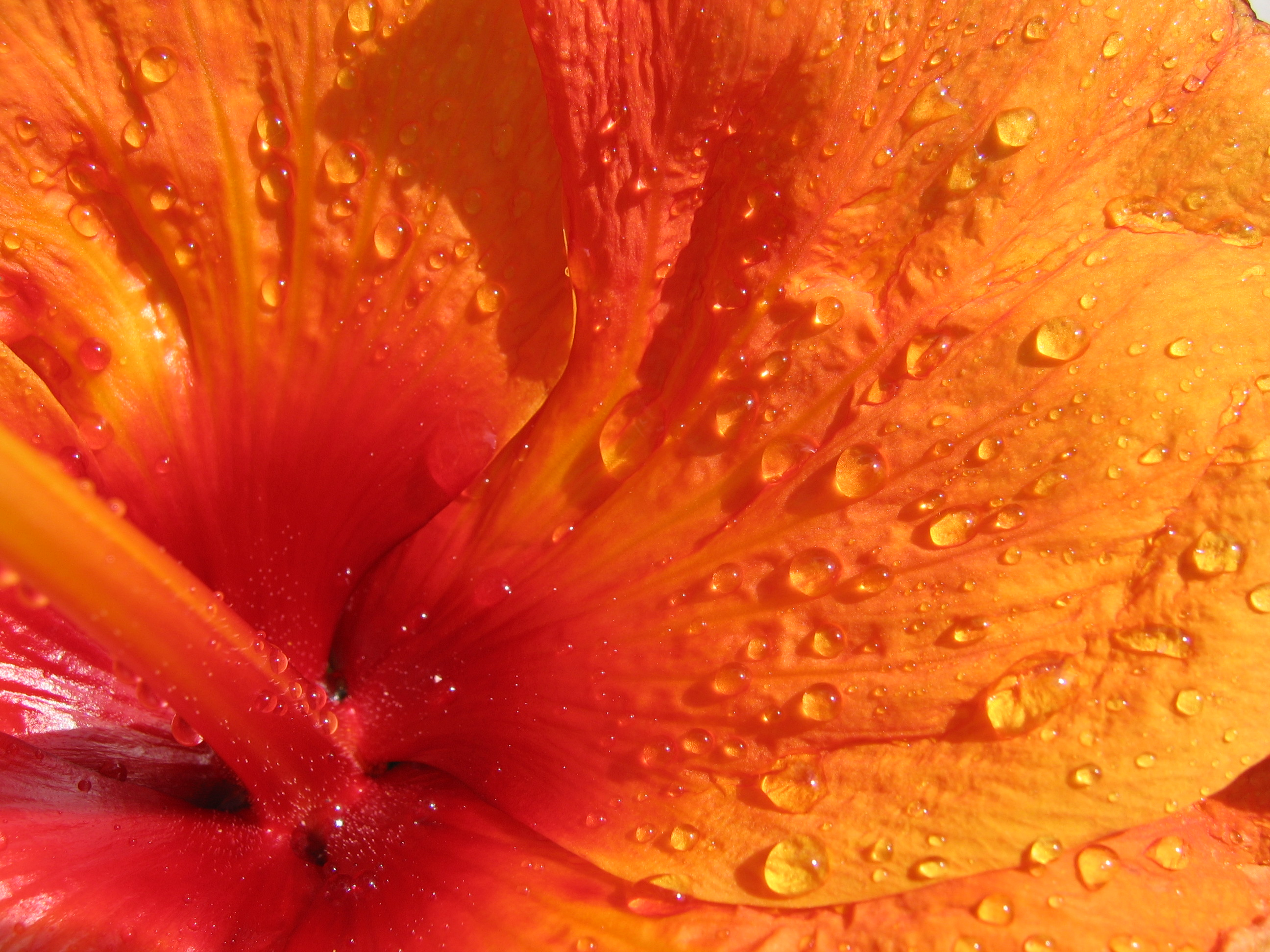
Pétale d'hibiscus, pris avec un Canon PowerShot A95
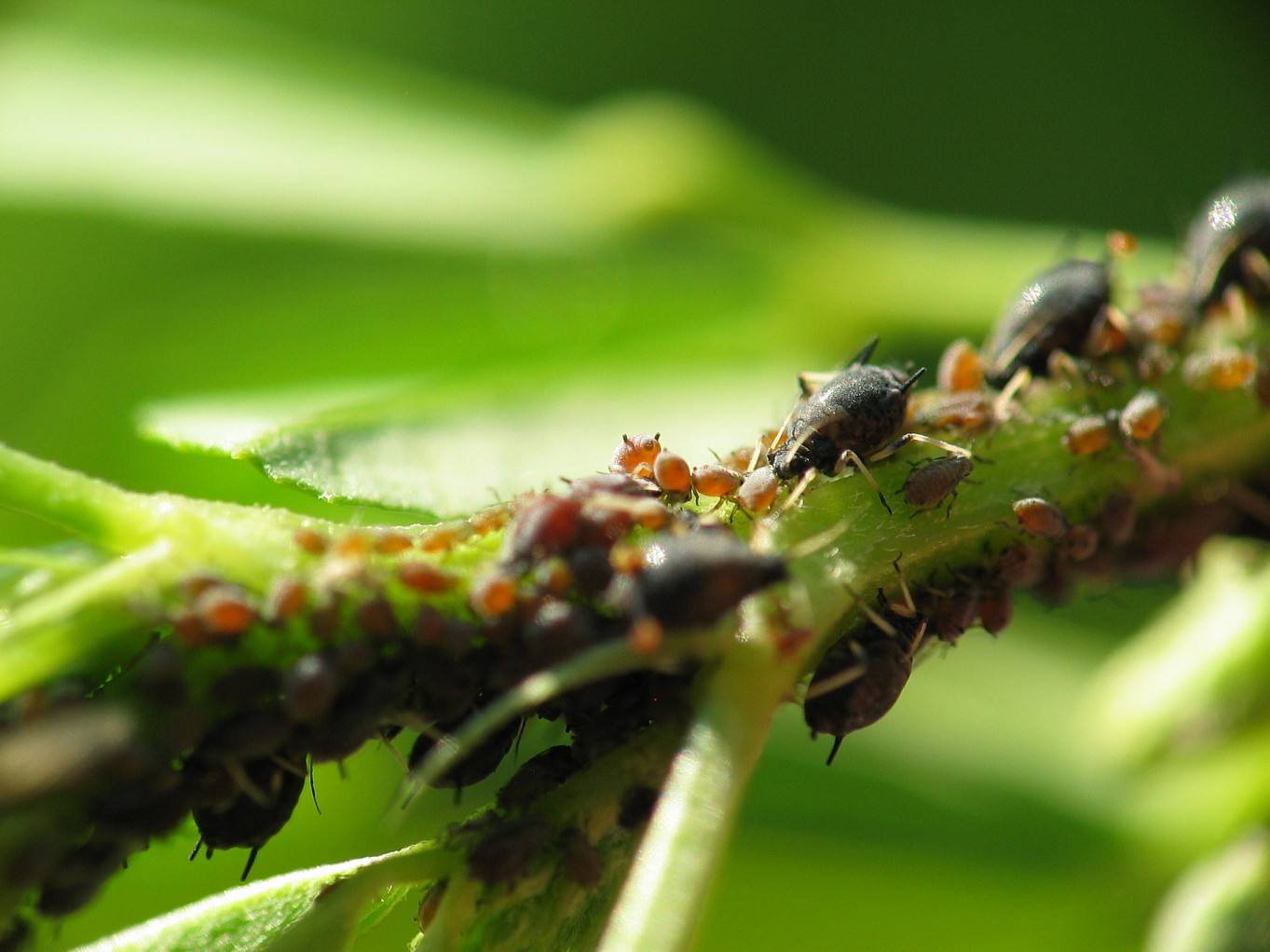
Colonie de puceron.
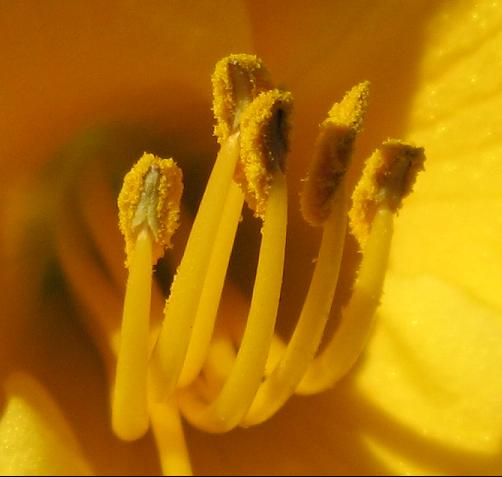
Fleur prise avec un Canon PowerShot A550 (en)
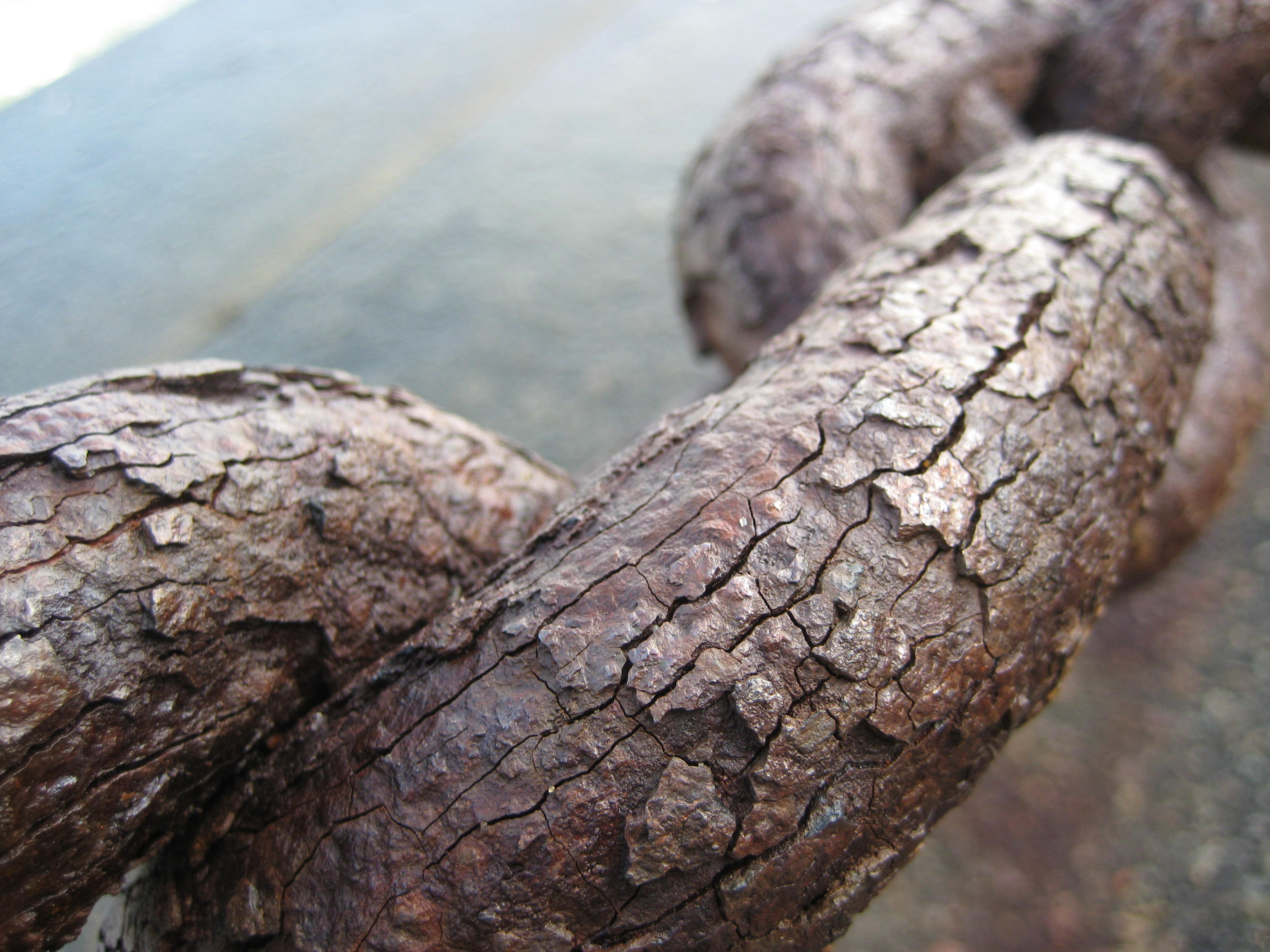
Une proxiphotographie d'une chaîne rouillée, montrant des craquelures.
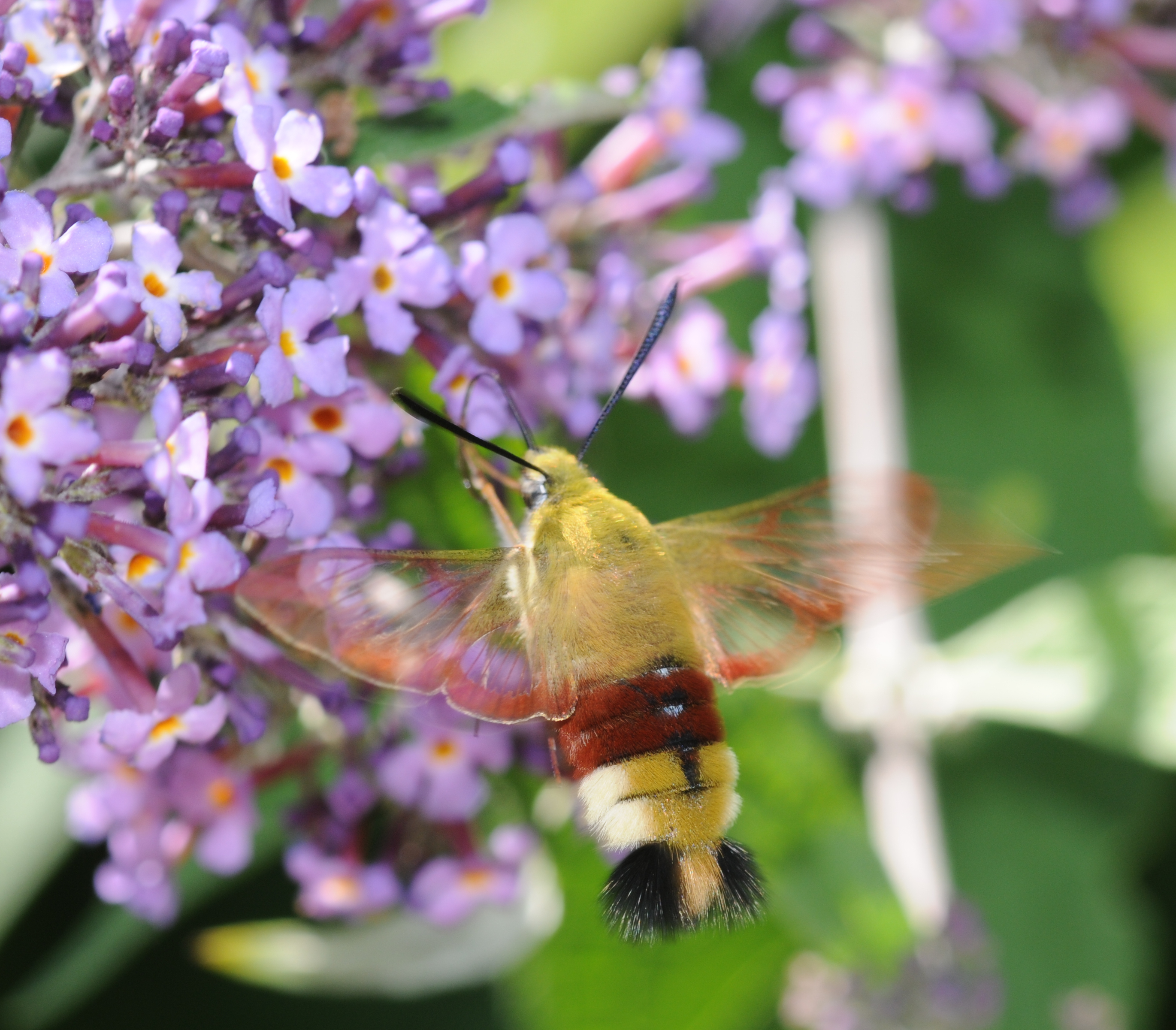
Sphinx gazé.
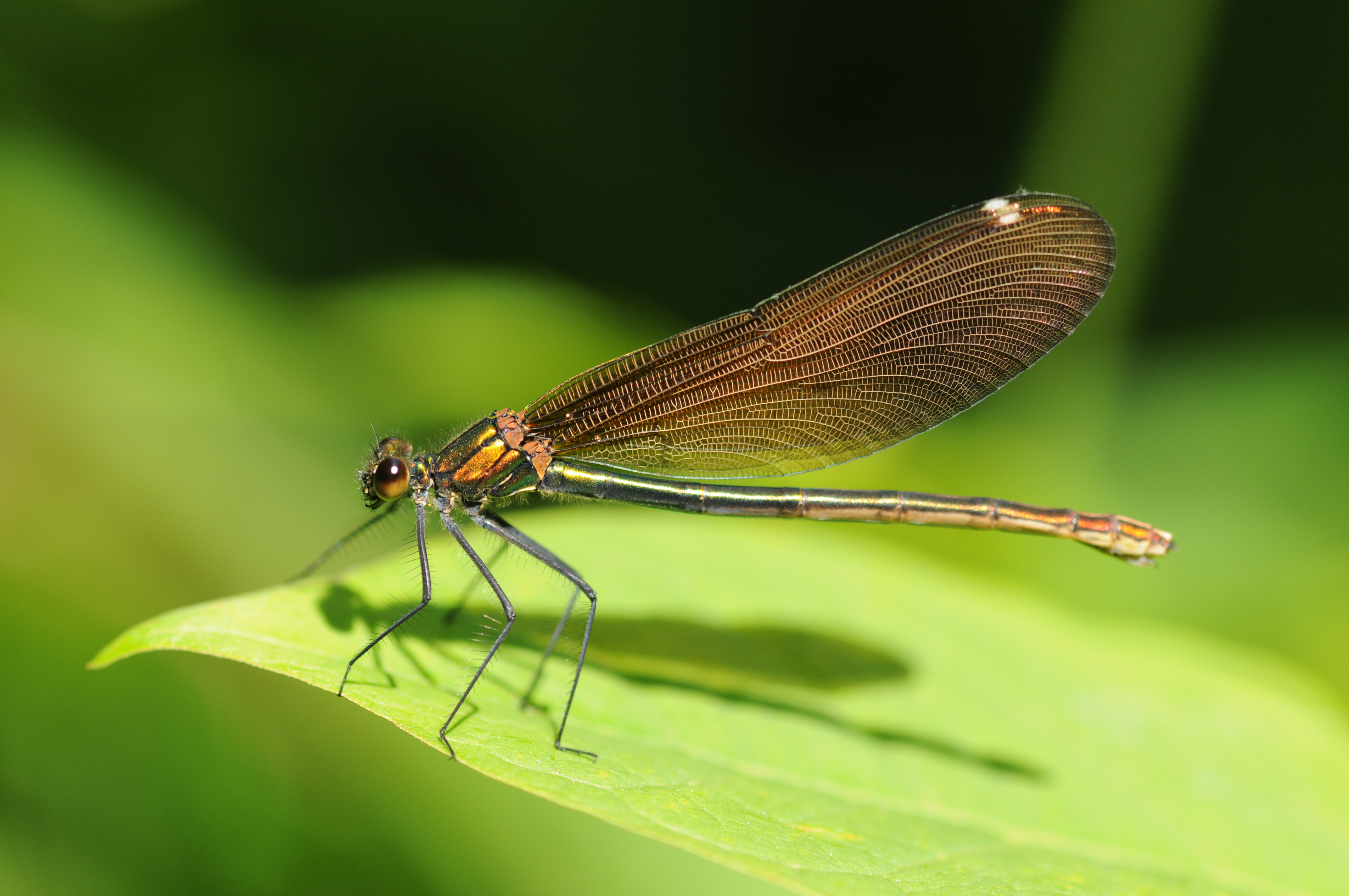
Calopteryx vierge.